# مطار تولون هيريس
مطار تولون هيريس، (بالفرنسية: Toulon–Hyères Airport) (IATA: TLN، ICAO: LFTH) هو مطار يخدم تولون، وهي بلدية في دائرة فار في منطقة بروفانس ألب كوت دازور في فرنسا.

## الموقع
يقع المطار على بعد 3 كيلومترات (2 ميل) جنوب شرق هيريس، و 19 كيلومترًا (12 ميلًا) شرق طولون. ومن المعروف أيضا باسم مطار Hyères Le Palyvestre. في عام 2010 ، خدم المطار 502,974 مسافر. افتتح المطار في عام 1966.